# 芙蓉桥白族乡
芙蓉桥白族乡，是中华人民共和国湖南省张家界市桑植县下辖的一个乡镇级行政单位。

## 行政区划
芙蓉桥白族乡下辖以下地区：
高杨村、福建坡村、庹家岗村、海儿峪村、廖坪村、瓦屋坪村、银星村、芙蓉桥村、梅家桥村、鹤群村、兴旺村、大庄坪村和胡家峪村。